# Bonifacio Ondó Edu
Bonifacio Ondó Edú-Aguong  (Evinayong, 1922 - Malabo, 3 de març de 1969) va ser un polític ecuatoguineà.

## Biografia
Nascut en la localitat d'Evinayong, en la part continental (Mbini), va ser catequista a l'església d'Evinayong durant la seva joventut, i va exercir com a mestre a l'Escola Primària de Missió San José.
Es va exiliar a Gabon a l'octubre de 1959, on va organitzar la Unió Popular d'Alliberament de Guinea Equatorial (UPLGE), en Libreville, amb el suport del govern de Léon M'ba. Va tornar a Guinea Equatorial el 1964, després de l'aprovació de l'autonomia del territori per part d'Espanya al desembre de 1963, transformant la UPLGE en el Moviment d'Unitat Nacional de Guinea Equatorial (MUNGE), que va trobar suport entre aquells guineans més propers a l'administració, com eren els funcionaris, els caps tradicionals i en general les persones de major edat. Es va convertir en president del govern autonòmic i va participar en la conferència que va elaborar la Constitució de Guinea Equatorial de 1968, sent un dels favorits en les eleccions de setembre de 1968 immediatament anteriors a la independència del país, en les quals va quedar segon, amb 31.941 vots (primera volta) i 41.254 vots (segona volta).
L'11 d'octubre va ser condecorat amb la gran creu de l'Orde d'Isabel la Catòlica a l'ambaixada d'Espanya per Manuel Fraga. Enfrontat a Francisco Macías Nguema, es va exiliar de nou a Gabon després de la independència, tornant al país als pocs mesos, però primer fou sotmès a arrest domiciliari i posteriorment empresonat en una presó de la capital on, segons la versió oficial, se suïcida el 5 de març de 1969.